# Яцек, Барбара
Барбара Яцек (Barbara V. Jacak; род. 1957, Калифорния) — американский физик, специалист по ядерной физике, занимается экспериментальным изучением кварк-глюонной плазмы.
Доктор философии (1984), профессор Калифорнийского университета в Беркли и директор дивизиона LBNL (в обеих должностях с 2015), перед чем заслуженный профессор Университета Стоуни-Брук. Член Национальной АН США (2009) и Американского философского общества (2021).

## Биография
Выпускница Калифорнийского университета в Беркли (бакалавр химии). В 1984 году получила степень доктора философии по химической физике в Университете штата Мичиган. 12 лет провела в физическом дивизионе Лос-Аламосской национальной лаборатории, где сперва состояла фелло имени Роберта Оппенгеймера (1984-1987), а с 1987 года — научным сотрудником. Затем с 1997 по 2014 год профессор физики Университета штата Нью-Йорк в Стоуни-Брук, заслуженный с 2008 года, также с 2007 по 2012 год споуксмен PHENIX Collaboration в RHIC. Она одна из зачинателей эксперимента PHENIX. C 2015 года в Беркли профессор физики и одновременно старший научный сотрудник и директор дивизиона ядерных наук LBNL.
Фелло Американского физического общества, Американской ассоциации содействия развитию науки (2009) и Американской академии искусств и наук.
Отмечена премией Тома Боннера Американского физического общества (2019).
В 2015 году введена в Зал славы ARCS Foundation.
Опубликовала более 225 научных работ.